# Dioscorea hastata
Dioscorea hastata är en enhjärtbladig växtart som beskrevs av Philip Miller. Dioscorea hastata ingår i släktet Dioscorea och familjen Dioscoreaceae. Inga underarter finns listade i Catalogue of Life.